# Frederik Faber
Frederik Faber (21. april 1795 i Odense – 9. marts 1828 i Horsens) var en dansk zoolog, bror til biskop Nicolai Faber.
Faber blev student 1813, juridisk kandidat 1818 og var fra 1822 ansat som regimentskvartermester og auditør ved det slesvigske kyrasserregiment i Horsens. 
Samtidig interesserede han sig stærkt for zoologien, navnlig for ornitologien, og foruden at han besøgte Danmarks forskellige egne, opholdt han sig 1819-21 med kongelig understøttelse på Island, hvor han gjorde store indsamlinger, samtidig med, at han ivrigt studerede dyrenes biologi. 
Resultaterne af sine undersøgelser nedlagde han i sine arbejder, Prodromus der isländischen Ornithologie (1822), Ueber das Leben der hochnordischen Vögel (1826) og i Naturgeschichte der Fische Islands, som dog først udkom året efter hans død (1829). 
Foruden flere mindre notitser i Okens Isis og i Tidsskrift for Naturvidenskab skrev han desuden Ornithologiske Noticer som Bidrag til Danmarks Fauna (1824).